# جورجينيو باوليستا
جورجينيو باوليستا (بالبرتغالية: Jorge Henrique Amaral de Castro Nascimento‏) هو لاعب كرة قدم برازيلي في مركزي ظهير ‏ والدفاع، ولد في 20 فبراير 1980 في ساو باولو في البرازيل. شارك مع منتخب البرازيل تحت 17 سنة لكرة القدم. أما مع النوادي، فقد لعب مع أتلتيكو باراناينسي وباوليستا وبوكا جونيورز وبي إس في آيندهوفن وريال سالت ليك وريد بل براغانتينو ونادي أودينيزي ونادي أونيفرسيداد ناسيونال ونادي بالميراس ونادي بوتافوغو ونادي تيانجين تيدا ونادي ساو باولو ونادي فاسكو دا غاما ونادي كروزيرو.

## وصلات خارجية
- جورجينيو باوليستا على موقع الاتحاد الدولي (مؤرشف)  (الإنجليزية)
- جورجينيو باوليستا على موقع قاعدة بيانات كرة القدم.إي يو (الإنجليزية)
- جورجينيو باوليستا على موقع Soccerway.com (الإنجليزية)